# Ética centrada no sofrimento
As éticas centradas no sofrimento são aquelas posições na ética que dão prioridade moral à redução do sofrimento. Em outras palavras, elas dão maior importância à redução do sofrimento do que à promoção do prazer, da felicidade ou de qualquer outra coisa que possamos considerar valiosa. De algumas perspectivas éticas centradas no sofrimento, considera-se que deveríamos focar exclusivamente na redução do sofrimento que seja evitável. Outras perspectivas desse tipo incluem, também, características diferentes, como a prevenção de desvalores distintos do sofrimento ou a promoção de valores positivos, embora sempre dando prioridade à redução e prevenção do sofrimento.

## Diferentes éticas centradas no sofrimento
'Éticas centradas no sofrimento' é um termo abrangente que inclui diferentes posições normativas que compartilham a característica comum de dar prioridade à redução do sofrimento. Um tipo de visão centrada no sofrimento é o consequencialismo negativo. Nessa perspectiva, devemos agir de modo a promover situações nas quais haja menos sofrimento. Um tipo particular de visão consequencialista negativa é o utilitarismo negativo. De acordo com essa visão, devemos tentar promover situações que contenham menores quantidades de sofrimento agregado, somando o sofrimento de todos como tendo igual valor (independentemente de quem seja o sofrimento).
Outras éticas focadas no sofrimento, entretanto, diferem significativamente das visões consequencialistas focadas no sofrimento. De acordo com a ética deontológica focada no sofrimento, o dever moral de reduzir o sofrimento é particularmente relevante. Por essa razão, ele tipicamente prevalecerá sobre outros deveres morais (embora o dever de reduzir o sofrimento possa ser superado por outros deveres em certos casos). Além disso, esse dever deve ser seguido mesmo que alguém possa criar uma situação melhor ao violá-lo.
Finalmente, existem éticas focadas no sofrimento que se concentram no caráter moral de um indivíduo. Nessas perspectivas, o objetivo principal de um agente moral deve consistir em ter um caráter moral sólido. Em certas éticas de caráter focadas no sofrimento, tal caráter moral será o do agente moral com as atitudes e disposições de um redutor de sofrimento virtuoso. No entanto, em outras visões desse tipo, será o do agente moral com as atitudes e disposições de um redutor de sofrimento cuidadoso.

## Éticas centradas no sofrimento versus éticas negativas
Algumas visões centradas no sofrimento foram historicamente classificadas como 'negativas' na literatura filosófica. Essa nomenclatura originou-se da ideia de que essas visões priorizam a redução do valor negativo em detrimento da promoção do valor positivo. Embora o termo 'negativo' continue a ser amplamente utilizado ao se referir a posições como o consequencialismo negativo e o utilitarismo negativo, o uso do termo 'ética focada no sofrimento' tem aumentado durante o século XXI. Uma razão para esse aumento é que o termo 'ética focada no sofrimento' descreve com mais precisão as semelhanças entre a ampla gama de diferentes visões focadas no sofrimento que atualmente existem.

## Quão relevante é o sofrimento?
As éticas centradas no sofrimento podem ser diferenciadas pela importância dada à promoção de valores que vão além da redução do sofrimento. Em algumas dessas éticas, não há espaço para valores positivos, pois apenas os negativos são considerados relevantes. Em contraste, outras visões, como as visões tranquilistas, são compatíveis com a existência de valores positivos. No entanto, nessas visões, os valores positivos têm apenas significado instrumental, ou seja, são bons apenas na medida em que evitam o sofrimento.
Segundo outras posições centradas no sofrimento chamadas visões lexicais, nenhum outro valor pode importar mais do que a redução do sofrimento (a lexicalidade na teoria do valor é a ideia de que certos valores têm precedência sobre outros).  Estas visões, ao contrário das anteriores, são compatíveis com a valoração de coisas positivas de forma intrínseca. No entanto, nessas visões, a redução do sofrimento deve sempre ter precedência sobre a promoção dessas coisas positivas. Por fim, existem visões moderadas centradas no sofrimento. De acordo com essas visões, a redução do sofrimento é mais importante do que a promoção de outros valores e a redução de outros desvalores, embora a promoção desses valores e a redução desses desvalores também sejam muito importantes. 

## Argumentos em favor da ética centrada no sofrimento
Alguns filósofos endossaram visões centradas no sofrimento porque consideram que essas são as únicas visões capazes de resolver alguns problemas no campo da ética populacional, como a assimetria. Segundo essa assimetria, não há obrigação de trazer à existência um indivíduo do qual se possa esperar uma boa vida, mas há uma obrigação de não trazer à existência um indivíduo do qual se possa esperar uma vida ruim.  É possível explicar essa assimetria ao aceitar que há uma obrigação de criar vidas felizes, ou ao aceitar que não há obrigação de não criar vidas infelizes. No entanto, ambas as opções, especialmente a última, são altamente contra intuitivas. No entanto, dado que na ética centrada no sofrimento evitar a criação de sofrimento tem precedência sobre a promoção da felicidade, essas visões podem oferecer uma solução muito intuitiva para esse problema. 
Visões centradas no sofrimento também consideram outra intuição amplamente difundida, ou seja, que é permitido não beneficiar os outros, mas, ao invés disso, é obrigatório evitar causar-lhes sofrimento. Em particular, a maioria das pessoas acredita que seria errado fazer com que um indivíduo desconhecido desfrute de algum prazer causando a outro um sofrimento que é apenas ligeiramente menor em intensidade ou duração. 
É também argumentado que existe uma assimetria qualitativa entre felicidade e sofrimento que justifica priorizar a redução do sofrimento: o sofrimento é intrinsecamente urgente e, em casos graves, insuportavelmente ruim. Em contraste, a ausência neutra de prazer ou qualquer outro valor intrínseco proposto não constitui um problema urgente que precise ser imediatamente "aliviado".

Outro argumento a favor de priorizar a redução do sofrimento seria que o sofrimento, incluindo o sofrimento extremo, está presente em grandes quantidades no mundo e pode ser facilmente reduzido, enquanto a felicidade e o prazer extremo são muito mais escassos e difíceis de causar. Esta visão encontra precedentes nas posições mantidas por budistas e por filósofos do século XIX.